# Генрі Петті-Фітцморіс
 Генрі Петті-Фітцморіс  (англ. Henry Petty-FitzMaurice, 5. Marquess of Lansdowne; 14 січня 1845, Лондон — 3 червня 1927, Клонмел, Ірландія) 5-й Маркіз Лансдаун — 9-й віце-король Генерал-губернатор Індії і 5-й Генерал-губернатор Канади.